# Ніхто не замінить тебе
Ніхто не замінить тебе (рос. Никто не заменит тебя) — радянський художній телефільм 1982 року, знятий на Свердловській кіностудії.

## Сюжет
Олексій Голенищев — скрипаль в оркестрі цирку. Він дуже любить свого маленького сина Ігоря і мріє, що він стане відомим музикантом. Олексій віддає весь вільний час заняттям музикою з хлопчиком. Але теща вважає свого зятя невдахою і налаштовує свою дочку проти нього. Подружжя розлучається. Дитина важко переживає розлад у родині, але зрештою, взявши скрипку, йде до батька…

## У ролях
- Ігор Костолевський — Олексій Голенищев, скрипаль в цирковому оркестрі
- Людмила Нільська — Лариса, дружина Олексія
- Олексій Шичко — Ігор, син Олексія і Лариси
- Борис Щербаков — Валера, новий сусід, таксист
- Раїса Куркіна — Валентина Іванівна, мати Лариси
- Людмила Арініна — Марія Степанівна, мати Олексія, піаністка
- Наталія Гурзо — Олена, колега Олексія
- Анатолій Іванов — Петро Леонідович, диригент оркестру цирку
- Баграт Хачатрян — сусід Ігоря по дачі
- Віра Банних — сусідка
- Георгій Кондратьєв — міліціонер
- Олег Ніколаєвський — водій, який підібрав Ігоря на дорозі
- Олена Польова — Олена Володимирівна
- Юрій Сорокін — трубач
- Лев Перфілов — музикант, знайомий Голенищева
- Світлана Грошева — епізод
- Наталія Прокоп'єва — епізод

## Знімальна група
- Режисер — Рубен Мурадян
- Сценарист — Генріх Рябкін
- Оператор — Ігор Лукшин
- Композитор — Олександр Колкер
- Художник — Владислав Расторгуєв